# Olha Bodnar

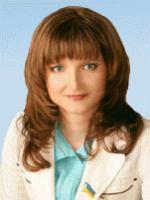
Olha Borysiwna Bodnar

Olha Borysiwna Bodnar (ukr. О́льга Бори́сівна Боднар, ur. 19 lutego 1965 w Jampolu) – ukraińska polityk, deputowana do Rady Najwyższej Ukrainy V kadencji.
W 1987 ukończyła studia na wydziale fizyki Uniwersytetu Kijowskiego, i rozpoczęła pracę jako wykładowca uniwersytecki. W 2004 ukończyła prawoznawstwo na Narodowej Akademii Spraw Wewnętrznych Ukrainy.
Jest członkiem Batkiwszczyny, w czasie V kadencji Rady Najwyższej kierowała sekretariatem frakcji Blok Julii Tymoszenko.